# Hadena literata
Hadena literata är en fjärilsart som beskrevs av Fischer de Waldheim 1840. Hadena literata ingår i släktet Hadena och familjen nattflyn. Inga underarter finns listade i Catalogue of Life.